# ニッケルハルパ

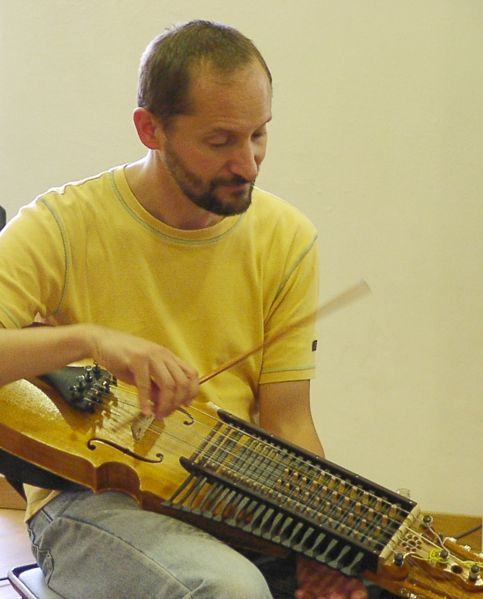
マルコ・アンブロジーニ（ニッケルハルパの演奏家）

ニッケルハルパ (スウェーデン語: nyckelharpa "鍵盤-ハープ") とは、スウェーデンの民族楽器の1つ。ニュッケルハルパとも。弓で演奏する擦弦楽器であるが、フレットの代わりに弦を押さえるタンジェントという小片をもつキーによって演奏する鍵盤楽器であるともいえる。

## 歴史
ニッケルハルパはフィドルやハーディ・ガーディに類似した楽器である。最古のニッケルハルパ演奏の痕跡はゴトランド島のKällunge教会のある門のレリーフにみられる。1350年頃のものと推定されるこのレリーフは2つのフィドル奏者が彫られているもので、ヨーロッパにおけるニッケルハルパの起源であると推測されている。16世紀から17世紀にかけてドイツで 'Schlüsselfidel' という楽器が知られていたが、少なくともこのレリーフからアイデアを得たものであるとされる。
スウェーデンのウップランド地方は16世紀末以来ニッケルハルパ音楽の本拠地となっており、1960年代にはエルヴクヴァーレビー市の音楽家ビス・カッレ　(Byss-Calle) をはじめとするニッケルハルパ音楽のリバイバルが起こった。
1929-1930年にかけアウグスト・ボリーン (August Bohlin) は、ニッケルハルパをまっすぐな形でヴァイオリンにより近く、ドローン弦を持たない半音階の楽器に改良した。
現代の著名なニッケルハルパ演奏家としてエリック・サールストレム (sv:Eric Sahlström) が挙げられる。サールストレムは20世紀半ばにおける重要な演奏家・指導者・作曲家かつ楽器製作者であり、演奏活動を通してニッケルハルパの再普及に努めた。
以上のような革新が行われてきたが、60年代のリバイバル以来ニッケルハルパの人気には陰りが出てきている。
ニッケルハルパはヴェーセン (en:Väsen) やヘドニンガルナ (en:Hedningarna) といったスウェーデンのリバイバル・フォークバンドにおいて重要な位置を占めている。
2023年にニッケルハルパの音楽および作り方の伝統の革新的な普及がユネスコの無形文化遺産に指定された。

## 種類
キーや弦の数・配置、胴の形によって、少なくとも4種類のニッケルハルパが現在でも演奏されている。現代的なニッケルハルパは、弓によって直接擦られないが他の弦の音に共鳴する共鳴弦を備えている。古くはドローン弦を備えたものが好まれた。